# オーバーミヒェルバッハ
オーバーミヒェルバッハ (ドイツ語: Obermichelbach、周辺地域ではMichlbach）は、ドイツ連邦共和国バイエルン州ミッテルフランケン行政管区のフュルト郡に属す町村（以下、本項では便宜上「町」と記述する）であり、オーバーミヒェルバッハ＝トゥーヒェンバッハ行政共同体の本部所在地である。

## 地理

### 位置
オーバーミヒェルバッハは、北のミッテレーレ・アウラハ川、東のレグニッツ川、南のツェン川の3つの谷の間の高台に位置している。

### 隣接する市町村
自治体オーバーミヒェルバッハは、北から時計回りに、ヘルツォーゲンアウラハ、エアランゲン、フュルト、ファイツブロン、トゥーヒェンバッハと境を接している。

### 自治体の構成
この町は、以下の3つの地区から構成されている。
- オーバーミヒェルバッハ
- ウンターミヒェルバッハ
- ローテンベルク

## 歴史

### 町の成立まで
ヘルツォーゲンアウラハ教区は、1337年に22の集落をニュルンベルク聖霊病院に寄進した。この中にオーバーミヒェルバッハ、ウンターミヒェルバッハ、ローテンベルクも含まれていた。この集落は、1348年に Grozzenmichelbach として初めて文献に記録された。集落名は、河川名の Michelbach（ミヒェルバッハ）に由来している。この河川名は中高ドイツ語の michel（大きい、幅広いを意味する）に由来する。
1360年/1370年にこの集落は、ニュルンベルク城伯領の土地台帳に記載されている。1414年のアムト・カドルツブルクの土地台帳には Obernmichelbach のニュルンベルク城伯の家臣の名が記されている。1464年のアムト・カドルツブルクの土地台帳には、Obermichelbach、Nydernmichelbach、Rotperg が記載されている。1504年のニュルンベルクとその周辺の描写には、Obernmichelbach、Unter-Michelbach、Zum Rotenperg と記述されている。三十年戦争の際、1634年にオーバーミヒェルバッハとローテンベルクが焼き払われた。毛皮職人トーマス・ハインデルによって、1664年に学校教師について初めて言及されている。ヨハン・ゲオルク・フェッターのオーバーアムト文書には1732年に Obermichelbach、Untermichelbach、Rothenbergが記述されている。1759年のオーバーミヒェルバッハの銅版画が最も古いこの町の絵である。
18世紀末頃、オーバーミヒェルバッハには 20戸の家があった。高等裁判所と村の統治は、ブランデンブルク＝アンスバッハ辺境伯のランゲンツェン代官所が管轄した。バイロイトの臣民については、ブランデンブルク＝バイロイト辺境伯のエルルバッハ代官所が限局的な範囲で高等裁判所を管轄した。土地所有者は、ブランデンブルク＝バイロイト辺境伯ノイホーフ城代、ランゲンツェン病院とフューラー家の共同所有、帝国都市ニュルンベルクのシュピタールアムト（病院局）とランデスアルモーゼンアムト（喜捨局）、ニュルンベルクの都市貴族フォン・ムッフェル家とプラウン家があった。
1792年に、オーバーミヒェルバッハを含むアンスバッハ侯領がプロイセン領となった。この地域は、1806年にバイエルン王国に吸収された。

### 19世紀
自治体令に伴い、1808年にシュトイアーディストリクト（徴税区）・オーバーミヒェルバッハが設けられた。第Iセクションにローテンベルクとウンターミヒェルバッハ、第IIセクションにブルクシュタル、ガルゲンホーフ、ハウプテンドルフ、シュライフミューレ、シュタインバッハが含まれた。同じ年にルーラルゲマインデ（農村）・オーバーミヒェルバッハが創設された。その範囲は徴税区の第Iセクションと完全に同じであった。この村は、行政および司法はカドルツブルク地方裁判所、財務行政はレントアムト（財務局）・カドルツブルクの下位に置かれた。1862年からオーバーミヒェルバッハは、ベツィルクスアムト（行政管区）・フュルト（1938年にフュルト郡と改名）の管轄下となった。裁判管轄権は1872年にフュルト地方裁判所に移管され、1880年からはフュルト区裁判所の管轄下に置かれた。財務行政は、1870年からフュルト財務局（1920年にフィナンツアムト（財務局）・フュルトと改名された）に移管された。
この町は1835年の農場と戸数が記録された土地台帳を保持している。この台帳には35軒の営農者が記録されている。
ジーゲルスドルフ駅からオーバーミヒェルバッハを経由してヘルツォーゲンアウラハへ行く鉄道建設計画は1883年に最終的に却下された。1869年、新たな自治体法に基づいてビュルガーマイスター（町長）の役所が設けられ、1870年に町の委員会が設置された。

### 20世紀
1909年にオーバーミヒェルバッハに公共の電話局が開局し、1912年には電力網に接続した。1911年にオーバーミヒェルバッハの集会所が建設された。新たな市町村法により、1919年に自治運営が始まり、町の委員会が廃止されて町議会が設けられた。
1921年に教会の寄付により学校の校舎が建設された。1936年には郵便局が開設された。1942年、教会の2つの鐘が供出され、鋳つぶされた。1943年にオーバーミヒェルバッハとウンターミヒェルバッハに空襲が行われた、1945年4月17日にアメリカ軍がこの町の3つの集落を占領した。農地整理は1967年に完了した。オーバーミヒェルバッハ国民学校は1969年に廃止され、フェアバンツシューレ・ファイツボルン（直訳: ファイツボルン連合学校）に編入された。1974年、福音主義幼稚園が完成した。バイエルンの地域再編に伴い、1980年にオーバーミヒェルバッハはトゥーヒェンバッハ、プッシェンドルフとともに、ファイツボルン行政共同体からオーバーミヒェルバッハ＝プッシェンドルフ＝トゥーヒェンバッハ行政共同体を形成した。1998年にここからプッシェンドルフが脱退し、オーバーミヒェルバッハ＝トゥーヒェンバッハ行政共同体となった。1979年に市役所と消防署を含む多目的庁舎が完成した。1997年に住民ホールが完成し、市役所もここに組み込まれた。

### 21世紀
オーバーミヒェルバッハ＝トゥーヒェンバッハ行政共同体の行政本部は、2002年にトゥーヒェンバッハからオーバーミヒェルバッハの行政庁舎内に移転した。

## 住民

### 人口推移
| 時期          | 人口（人） |
| ------------- | ---------- |
| 1840年12月1日 | 417        |
| 1871年12月1日 | 402        |
| 1900年12月1日 | 408        |
| 1925年6月16日 | 376        |
| 1939年5月17日 | 342        |
| 1950年9月13日 | 531        |

| 時期           | 人口（人） |
| -------------- | ---------- |
| 1961年6月6日   | 411        |
| 1970年5月27日  | 449        |
| 1987年5月25日  | 1,795      |
| 2008年12月31日 | 3,027      |
| 2011年12月31日 | 3,141      |
| 2017年12月31日 | 3,323      |

### 宗教
聖ヤーコプ礼拝堂は1414年に初めて記述されている。1483年にオーバーミヒェルバッハの聖ヤーコプ教会に2つの祭壇が完成した。オーバーミヒェルバッハは、1528年に聖霊病院の福音主義教会組織も属し、ヘルツォーゲンアウラハ教区から分離された。1566年に独自の牧師館が設けられた。聖霊教会は1660年に新たに建設され完成した。1698年オーバーミヒェルバッハ教区とファイツボルン教区が合併し、本部はオーバーミヒェルバッハに置かれた。1829年にオーバーミヒェルバッハの教会が改修され、1878年に新しいオルガンが建造された。1942年に鋳つぶされた教会の鐘の替わりに、町長のハンス・タウバーとその姉妹アナ・アーベントシャインが3つの鐘を寄贈し、1983年に完成した。

## 行政

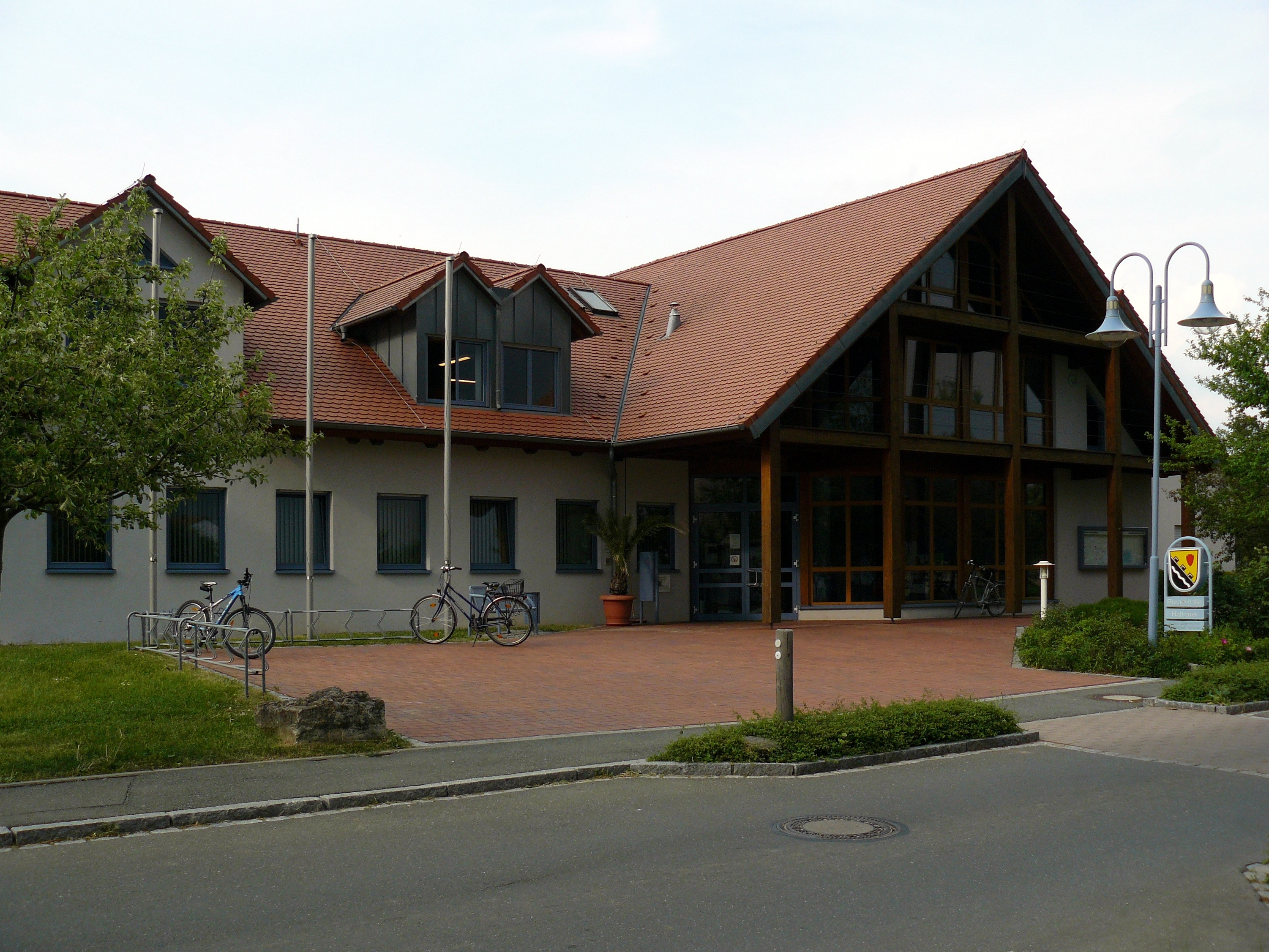
オーバーミヒェルバッハの住民ホール兼町役場

### 議会
オーバーミヒェルバッハの町議会は、2014年の町議会選挙以後、16議席で構成されている。

### 首長
ベルント・ツィンマーマン (CSU) は、2020年5月1日にオーバーミヒェルバッハの町長に就任した。彼は2020年3月15日の選挙で 54.95 % の票を獲得して対立候補のウラ・シュヴァルテ (Freie Wähler/SPD) に勝利した

### 紋章
鋸歯状の斜め分割線で金地と黒地に二分割: 上部には赤い犂の水平刃、下部には銀の斜め波帯が描かれている。
町域は、様々なニュルンベルクの都市貴族の家門の所領であった: 1504年からリンク・フォン・シュヴァーバッハ家がオーバーミヒェルバッハの土地所有者として知られている。この家門の紋章から鋸歯状の斜め分割線が採られている。赤い犂の水平刃は農業を、波帯は町の名前の由来ともなったミヒェルバッハ川を表している。銀と黒は、アンスバッハ侯領の配色である。
オーバーミヒェルバッハは、町議会の決議後、ミッテルフランケン行政府の書状によって1977年10月13日に紋章と旗の使用権を授与された。
旗は、赤と白の地の上に町の紋章が描かれている。

### 姉妹自治体
- ホルマースドルフ（ドイツ、ザクセン州ツヴェニッツ（ドイツ語版、英語版）の地区）1992年10月10日[12]

## 経済と社会資本

### 交通
郡道 FÜ 17/FÜs 3 が、南西のファイツブロンに通じている。この道路の北東側はファッハの北西約 1.5 km で州道 L2263号線に接続する。郡道 FÜ 21/ERH 25はニーデルンドルフに向かい、L2263号線に接続する。町村連絡道は、トゥーヒェンバッハへ向かいFÜ 8に連絡する道路、ウンターミヒェルバッハ、ローテンベルクへ行く道路がそれぞれある。
ジーゲルスドルフ駅からオーバーミヒェルバッハを経由してヘルツォーゲンアウラハへ行く鉄道建設計画は1883年に最終的に却下された。
ドイツ鉄道は1967年にフュルトからオーバーミヒェルバッハおよびトゥーヒェンバッハを経由してヘルツォーゲンアウラハへ行くバスを運行開始し、2007年冬にエアランゲンからヘルツォーゲンアウラハを経由してフュルトへのバスを運行させた。郡北部のバス交通刷新に伴い、2007年冬の時刻表改定以降、OVF の126番のバスはフュルトからオーバーミヒェルバッハおよびファイツブロンを経由してトゥーヒェンバッハまでを結ぶこととなった。新たに設けられた123番路線は、ヘルツォーゲンアウラハ - オーバーミヒェルバッハ - トゥーヒェンバッハ - プッシェンドルフ - トゥーヒェンバッハ - ヘルツォーゲンアウラハと周回する循環バスで、1時間ごとに時計回りと反時計回りが入れ替わる。
夜や週末には、ジーゲルスドルフ駅へのオンデマンド交通が運行している。

## 関連文献
- Johann Kaspar Bundschuh (1801). “Michelbach, das obere und untere”. Geographisches Statistisch-Topographisches Lexikon von Franken. Band 3: I–Ne. Ulm: Verlag der Stettinischen Buchhandlung. p. 595 2020年2月1日閲覧。
- “Obermichelbach”. Geographisches Statistisch-Topographisches Lexikon von Franken. Band 4: Ni–R. Ulm: Verlag der Stettinischen Buchhandlung. (1801). p. 199 2020年2月1日閲覧。
- August Gebeßler (1963). Stadt und Landkreis Fürth. Bayerische Kunstdenkmale. 18. München: Deutscher Kunstverlag. pp. 135–136
- Hanns Hubert Hofmann (1954). Nürnberg-Fürth. Historischer Atlas von Bayern, Teil Franken. I, 4. München: Komm. für Bayerische Landesgeschichte. pp. 155–156 2020年2月1日閲覧。
- Hanns Hubert Hofmann (1954). Nürnberg-Fürth. Historischer Atlas von Bayern, Teil Franken. I, 4. München: Komm. für Bayerische Landesgeschichte. p. 232 2020年2月1日閲覧。
- Wolf-Armin von Reitzenstein (2009). Lexikon fränkischer Ortsnamen. Herkunft und Bedeutung. Oberfranken, Mittelfranken, Unterfranken. München: C. H. Beck. p. 168. ISBN 978-3-406-59131-0
- Wolfgang Wiessner (1963). Stadt und Landkreis Fürth. Historisches Ortsnamenbuch von Bayern. 1. München: Kommission für Bayerische Landesgeschichte. pp. 67–68

これらの文献は、翻訳元であるドイツ語版の参考文献として挙げられていたものであり、日本語版作成に際し直接参照してはおりません。